# Manabu Mabe
 Manabu Mabe  (* 14. September 1924 in Kumamoto, Japan; † 22. September 1997 in São Paulo) war ein brasilianischer Maler, Graveur und Illustrator.

## Leben und Werk
Mabe wanderte 1934 mit seiner Familie nach Brasilien aus, um im Bundesstaat São Paulo auf Kaffeeplantagen zu arbeiten. Daneben arbeitete er als Verkäufer von handgemalten Krawatten in São Paulo.
Als Autodidakt fertigte er Gemälde in seiner Freizeit. In São Paulo lernt er in den späten 1940er Jahren den Maler Tomoo Handa kennen, dem er seine Werke vorstellte. Er lernte bei dem Maler Yoshiya Takaoka und nahm 1950 an Ausstellungen der Guanabara-Gruppe teil.
1957 verkaufte er seine Kaffeeplantage in Lins und zog nach São Paulo, um sich ausschließlich der Malerei zu widmen. 1959 nahm er an der ersten Biennale junger Künstler in Paris teil.
Seine Arbeiten werden unter anderem in den Dauerausstellungen des São Paulo Contemporary Art Museum, des Modern Art Museum in Rio de Janeiro, des Boston Contemporary Art Museum und des Beaux-Arts Museum in Dallas gezeigt.
53 seiner Gemälde befanden sich am 30. Januar 1979 nach einer Ausstellung in Tokio auf dem VARIG-Flug 967 von Tokio nach Los Angeles. Das Flugzeug verschwand über dem Pazifik und die Gemälde gingen verloren.

## Einzelausstellungen (Auswahl)
- 1957: Clube Linense, Lins
- 1959:  Galeria Barcinski, Rio de Janeiro
- 1960:  Galeria Time-Life, New York
- 1961:  Galeria Rubbers, Buenos Aires; Galerie La Cloche, Paris
- 1962:  Galleria Il Canale, Venedig, Italien
- 1963:  Galeria Querino, Salvador
- 1964:  Instituto de Arte Contemporânea, Lima
- 1967:  Galeria Astreia, São Paulo
- 1968:  Galeria Merk-Up, Cidade do México
- 1969:  Galeria Buchholz, Lissabon
- 1970:  Museum of Fine Arts, Houston
- 1971:  Galeria Documenta, São Paulo
- 1978:  Kumamoto, Kumamoto Museum of Art, Kumamoto, Japan
- 1980:  The Lowe Art Museum, Miami; Museum of Modern Art of Latin America, Washington, D.C.
- 1983:  Galeria Arteconsult, Cidade do Panamá
- 1984:  AC, Estocolmo
- 1986:  Realidade Galeria de Arte, Rio de Janeiro; Museu de Arte de São Paulo
- 1989:  Kouros Gallery, New York
- 1991:   Yamaki Art Gallery, Osaka, Japan; Galeria Debret, Paris
- 1992:  Museu da Casa Brasileira, São Paulo
- 1995:  Galeria de Arte André, São Paulo

## Auszeichnungen
- 1958: „Great Gold Medal“, 7. São Paulo Modern Art Salon
- 1959: „State Governor Award“, 8. São Paulo Modern Art Salon
- 1959: „Leirner Award of Contemporary Art“
- 1959: „Best National Painter“, V. Biennale São Paulo
- 1959: „Braun Award“, 1. Biennale Paris
- 1959: „Grant Award“, 1. Biennale Paris
- 1959: „Purchase Award“, Dallas Museum of Fine Arts
- 1960: „Fiat Award“, XXX. Biennale Venedig
- 1962: „First Award“, First American Art Biennial, Córdoba